# Чела (певица)
Чела (настоящее имя Челси Уитли) — филиппино-австралийская певица и автор песен, выпустившая несколько синглов.

## Биография
Родилась в Фримантле, Западная Австралия, она переехала в Мельбурн, штат Виктория, со своей семьей в возрасте 15 лет и в настоящее время проживает в Лос-Анджелесе.
Чела начала создавать музыку в 12 лет с помощью программного обеспечения Logic и играла на бас-гитаре в панк-группах в подростковом возрасте. Она снимает свои собственные музыкальные клипы, пишет и продюсирует большинство своих собственных песен, а также пишет для других артистов. В 2014 году она объединилась со Styalz Fuego, чтобы написать «Closure» для Owl Eyes, первого сингла с ее дебютного альбома «Nightswim», который достиг 28-го места в австралийском чарте альбомов.
В 2015 году Чела была официально признана Spotify через своих исполнителей Spotlight. В 2015 году Pulse Radio включило ее в список десяти исполнителей электронного кроссовера, «на которых стоит обратить внимание», а Bit Candy описал ее как записывающую «серьезно запоминающуюся, выдающуюся музыку, которая отличает ее от моря электро-поп исполнителей, которые появились в этом году".
Чела впервые привлекла международное внимание, выпустив синглы «Romanticise» (представленный в трейлере к Sleeping With Other People) и «Zero» на французском лейбле Kitsuné . За ним последовал сингл «Plastic Gun». Она также сотрудничала с несколькими музыкальными группами, в том числе с Goldroom в его летнем гимне «Fifteen», Clubfeet в их популярном сингле «Heartbreak» и культовым героем квир-поп-панка Сетом Богартом в его дебютном альбоме. сольный альбом с Кэтлин Ханна и Тави Гевинсон .
14 сентября 2017 года Чела вернулась с новым синглом «Bad Habit», представив премьеру собственного видео на NPR.
Чела сотрудничала с Гасом Даппертоном над треком «My Say So» из его альбома 2020 года Orca. Единственная песня на Dapperton’s Orca, в которой участвует другой артист, Чела исполняет соло во время бриджа и «руководит бэк-вокалом».